# Lakitelek
Lakitelek este un sat în districtul Tiszakécske, județul Bács-Kiskun, Ungaria, având o populație de 4.551 de locuitori (2011). 

## Demografie
Componența etnică a satului Lakitelek
     Maghiari (97,4%)
     Necunoscut (0,78%)
     Alții (1,81%)
Componența confesională a satului Lakitelek
     Romano-catolici (50,05%)
     Fără religie (12,28%)
     Reformați (11,18%)
     Necunoscută (25,34%)
     Alte religii (1,91%)
Conform recensământului din 2011, satul Lakitelek avea 4.551 de locuitori. Din punct de vedere etnic, majoritatea locuitorilor (97,4%) erau maghiari. Apartenența etnică nu este cunoscută în cazul a 0,78% din locuitori.  Din punct de vedere confesional, majoritatea locuitorilor (50,05%) erau romano-catolici, existând și minorități de persoane fără religie (12,28%) și reformați (11,18%). Pentru 25,34% din locuitori nu este cunoscută apartenența confesională.